# 1452 a tudományban
Az 1452. év a tudományban.

## Születések
- Leonardo da Vinci itáliai polihisztor, tudós, feltaláló, művész († 1519)
- augusztus 12. – Ábrahám Zacuto hispániai zsidó asztronómus, matematikus, krónikaíró († 1515 ?)
- december 10. – Johannes Stöffler német matematikus († 1531)

## Halálozások
- június 26. – Georgiosz Gemisztosz Pléthón bizánci neoplatonista filozófus, csillagászatot, történelmet és földrajzot is tanított (* 1355 k.)